# Zózimo
Zózimo, mit vollem Namen Zózimo Alves Calazães (* 19. Juni 1932 in Salvador da Bahia; † 17. Juli 1977 in Rio de Janeiro), war ein brasilianischer Fußballspieler, der mit der Nationalmannschaft seines Heimatlandes an zwei Fußball-Weltmeisterschaften teilnahm und auch zweimal Weltmeister wurde.

## Karriere

### Vereinskarriere
Zózimo, geboren am 19. Juni 1932 in Salvador da Bahia, der drittgrößten Stadt Brasiliens, begann seine fußballerische Laufbahn bei São Cristóvão de Futebol e Regatas in Rio de Janeiro. Nachdem er drei Jahre lang die Jugendabteilungen des Vereins durchlaufen hatte, wurde er von Bangu AC verpflichtet. Der heute auf Amateurniveau spielende Verein zählte zur damaligen Zeit zu den Topadressen im brasilianischen Fußball. Zózimo spielte in Rio de Janeiro, wo Bangu AC ansässig war, unter anderem zusammen mit Zizinho, Ademir da Guia und Luís Morais, einen größeren Titel wie die brasilianische Meisterschaft oder den Pokal konnte er mit diesem Verein aber nicht gewinnen. Zózimo verließ den Verein im Jahre 1965 nach vierzehn Jahren im Alter von 33 Jahren und schloss sich Flamengo Rio de Janeiro, einem Lokalrivalen seines alten Vereins, an. Nur kurze Zeit später wechselte er weiter zu Portuguesa aus São Paulo. Nach einem Jahr bei diesem Verein ging er zu Esportiva de Guaratinguetá, um den Verein nach nicht einmal einem Jahr wieder zu verlassen und fortan für Sporting Cristal in Perus Hauptstadt Lima zu spielen, wo er 1967 seine Karriere beendete. Ungefähr zehn Jahre später starb Zózimo im Alter von 45 Jahren bei einem Autounfall in Rio de Janeiro.

### Nationalmannschaft
In der brasilianischen Fußballnationalmannschaft brachte es Zózimo Alves Calazães zwischen 1955 und 1962 auf 35 Einsätze. Dabei gelang ihm ein Tor. Seinen ersten Nationalmannschaftseinsatz hatte Zózimo am 13. November 1955 beim 3:0-Sieg gegen Paraguay im Estádio Maracanã von Rio de Janeiro. Drei Jahre später wurde er von Brasiliens Fußballnationaltrainer Vicente Feola für die Fußball-Weltmeisterschaft in Schweden nominiert. In Skandinavien kam ihm jedoch nur die Rolle eines Reservespielers zu und er wurde nicht ein einziges Mal eingesetzt, während die brasilianische Mannschaft ihren ersten Weltmeistertitel gewann. Vier Jahre später in Chile erlebte Zózimo sein zweites Weltchampionat. Diesmal war er eine Stammkraft im brasilianischen Team und wurde in fünf der sechs Spiele eingesetzt, unter anderem im Endspiel in Santiago de Chile, das Brasilien mit 3:1 gegen die Tschechoslowakei gewann und so die Titelverteidigung schaffte.